# Курукалып, Чагтай
Чагтай Курукалып (тур. Çağtay Kurukalıp; род. 24 февраля 2002, Газиосманпаша, Стамбул) — турецкий футболист, защитник клуба «Фенербахче», выступающий в аренде за «Ыгдыр».

## Клубная карьера
Курукалып — воспитанник клуба «Касымпаша». В 2018 году в поединке Кубка Турции против «Менёмена» он дебютировал за основной состав. Летом 2021 года Курукалып перешёл в «Фенербахче». 20 февраля 2022 года в матче против «Хатайспора» он дебютировал в турецкой Суперлиге.